# Roeien op de Olympische Zomerspelen 2016 – Twee-zonder mannen
De twee-zonder mannen op de Olympische Zomerspelen 2016 vond plaats van zaterdag 6 tot en met donderdag 11 augustus 2016. Regerend olympisch kampioen waren Eric Murray en Hamish Bond uit Nieuw-Zeeland, die in Rio de Janeiro hun titel succesvol verdedigden. De competitie bestond uit meerdere ronden, beginnend met de series en herkansingen om het deelnemersveld van de halve finales te bepalen. Er werden twee halve finales geroeid. Alleen de roeiers in de tweede halve finale deden nog mee om de medailles; de deelnemers aan de eerste halve finale vielen al eerder af. Zij raceten nog om zo de totale ranglijst te kunnen vaststellen. Concluderend moest een duo in zijn serie bij de eerste drie eindigen (of bij de eerste drie in de herkansing), en in de halve finale bij de eerste drie om de A-finale te bereiken.
De series vonden plaats op zaterdag 6 augustus 2016, een dag later gevolgd door de herkansingen. De halve finales werden geroeid op dinsdag 9 augustus, gevolgd door de finales op donderdag 11 augustus 2016.

## Resultaten

### Series
De beste drie duo's van elke serie plaatsten zich voor de halve finale. De drie overige duo's probeerden in de herkansingen zich alsnog te kwalificeren.

#### Serie 1
| rang | naam                            | land             | tijd    |   |
| ---- | ------------------------------- | ---------------- | ------- | - |
| 1    | Spencer Turrin Alexander Lloyd  | Australië        | 6:40.79 | Q |
| 2    | Lawrence Brittain Shaun Keeling | Zuid-Afrika      | 6:41.42 | Q |
| 3    | Jakub Podrazil Lukaš Helešic    | Tsjechië         | 6:42.71 | Q |
| 4    | Anders Weiss Nareg Guregian     | Verenigde Staten | 6:49.97 | H |
| 5    | Alex Sigurbjornsson Pau Vela    | Spanje           | 6:54.26 | H |

#### Serie 2
| rang | naam                                    | land             | tijd    |   |
| ---- | --------------------------------------- | ---------------- | ------- | - |
| 1    | Germain Chardin Dorian Mortelette       | Frankrijk        | 6:42.00 | Q |
| 2    | Alan Sinclair Stewart Innes             | Groot-Brittannië | 6:50.77 | Q |
| 3    | Cristi Ilie Pîrghie Alexandru Palamariu | Roemenië         | 6:51.71 | Q |
| 4    | Roel Braas Mitchel Steenman             | Nederland        | 7:22.93 | H |

#### Serie 3
| rang | naam                                 | land          | tijd    |     |
| ---- | ------------------------------------ | ------------- | ------- | --- |
| 1    | Eric Murray Hamish Bond              | Nieuw-Zeeland | 6:41.75 | Q   |
| 2    | Giovanni Abagnale Marco Di Constanzo | Italië        | 6:46.04 | Q   |
| 3    | Adrián Juhász Béla Simon             | Hongarije     | 6:59.28 | Q   |
| 4    | Miloš Vasić Nenad Beđik              | Servië        |         | B H |

### Herkansing
De beste drie duo's plaatsten zich voor de halve finales.
| rang | naam                         | land             | tijd    |   |
| ---- | ---------------------------- | ---------------- | ------- | - |
| 1    | Roel Braas Mitchel Steenman  | Nederland        | 6:34.16 | Q |
| 2    | Miloš Vasić Nenad Beđik      | Servië           | 6:34.52 | Q |
| 3    | Anders Weiss Nareg Guregian  | Verenigde Staten | 6:36.60 | Q |
| 4    | Alex Sigurbjornsson Pau Vela | Spanje           | 6:40.47 |   |

### Halve finales
De beste zes roeiers van de halve finales plaatsten zich voor de A-finale, waarin de medailles verdeeld werden. De verliezers in de halve finales gingen op voor de B-finale.

#### Halve finale 1
| rang | naam                                    | land             | tijd    |   |
| ---- | --------------------------------------- | ---------------- | ------- | - |
| 1    | Giovanni Abagnale Marco Di Constanzo    | Italië           | 6:24.96 | Q |
| 2    | Spencer Turrin Alexander Lloyd          | Australië        | 6:25.25 | Q |
| 3    | Germain Chardin Dorian Mortelette       | Frankrijk        | 6:26.10 | Q |
| 4    | Roel Braas Mitchel Steenman             | Nederland        | 6:26.94 | B |
| 5    | Anders Weiss Nareg Guregian             | Verenigde Staten | 6:33.95 | B |
| 6    | Cristi Ilie Pîrghie Alexandru Palamariu | Roemenië         | 6:48.17 | B |

#### Halve finale 2
| rang | naam                            | land             | tijd    |   |
| ---- | ------------------------------- | ---------------- | ------- | - |
| 1    | Eric Murray Hamish Bond         | Nieuw-Zeeland    | 6:23.36 | Q |
| 2    | Alan Sinclair Stewart Innes     | Groot-Brittannië | 6:26.37 | Q |
| 3    | Lawrence Brittain Shaun Keeling | Zuid-Afrika      | 6:27.59 | Q |
| 4    | Adrián Juhász Béla Simon        | Hongarije        | 6:29.12 | B |
| 5    | Miloš Vasić Nenad Beđik         | Servië           | 6:31.00 | B |
| 6    | Miloš Vasić Nenad Beđik         | Servië           | 6:32.85 | B |

### Finales
In twee finales werd de totale eindranglijst opgesteld.

#### Finale B
| rang | naam                                    | land             | tijd    |  |
| ---- | --------------------------------------- | ---------------- | ------- |  |
| 7    | Jakub Podrazil Lukaš Helešic            | Tsjechië         | 7:00.04 |  |
| 8    | Roel Braas Mitchel Steenman             | Nederland        | 7:01.88 |  |
| 9    | Adrián Juhász Béla Simon                | Hongarije        | 7:03.34 |  |
| 10   | Miloš Vasić Nenad Beđik                 | Servië           | 7:04.71 |  |
| 11   | Anders Weiss Nareg Guregian             | Verenigde Staten | 7:10.60 |  |
| 12   | Cristi Ilie Pîrghie Alexandru Palamariu | Roemenië         | 7:13.68 |  |

#### Finale A
| rang   | naam                                 | land             | tijd    |  |
| ------ | ------------------------------------ | ---------------- | ------- |  |
| Goud   | Eric Murray Hamish Bond              | Nieuw-Zeeland    | 6:59.71 |  |
| Zilver | Lawrence Brittain Shaun Keeling      | Zuid-Afrika      | 7:02.51 |  |
| Brons  | Giovanni Abagnale Marco Di Constanzo | Italië           | 7:04.52 |  |
| 4      | Alan Sinclair Stewart Innes          | Groot-Brittannië | 7:07.99 |  |
| 5      | Germain Chardin Dorian Mortelette    | Frankrijk        | 7:09.91 |  |
| 6      | Spencer Turrin Alexander Lloyd       | Australië        | 7:11.60 |  |